# Gelis pamirensis
Gelis pamirensis là một loài tò vò trong họ Ichneumonidae.